# Bruno Stephan
Bruno Stephan (* 30. Juli 1907 in Berlin; † 5. Januar 1981 ebenda) war ein deutscher Kameramann.

## Leben
Stephan begann seine Tätigkeit beim Film 1923 unmittelbar nach der Schulzeit. Er arbeitete zuerst als Volontär in einem Kopierwerk, ab 1930 war er Schwenker, Kameraassistent und einfacher Kameramann. Mehrmals gehörte er dem Team von Franz Planer an. 1939 avancierte er zum eigenständigen Kameramann in den Diensten der UFA, 1940 wechselte er zur Bavaria nach München. Bis Kriegsende arbeitete er besonders in tschechischen Ateliers.
Anfang 1948 nahm er in Berlin und Hamburg seinen Beruf wieder auf. In den 1960er Jahren war er nur noch beim Fernsehen beschäftigt und unter anderem für die Außenaufnahmen des populären Mehrteilers Das Halstuch zuständig.

## Filmografie (Auswahl)
- 1938: Am seidenen Faden (Kameraassistent)
- 1940: Kriminalkommissar Eyck
- 1940: Die keusche Geliebte
- 1940: Links der Isar – rechts der Spree
- 1941: Der scheinheilige Florian
- 1941: Komödianten
- 1942: Das große Spiel
- 1942: Kleine Residenz
- 1942: Einmal der liebe Herrgott sein
- 1942: Meine Freundin Josefine
- 1943: Reise in die Vergangenheit
- 1943: Paracelsus
- 1944: Dir zuliebe
- 1944: Der Täter ist unter uns
- 1944/48: Frech und verliebt
- 1944/49: Das Gesetz der Liebe
- 1945/47: Der Millionär
- 1948: Beate
- 1949: Die Andere
- 1950: Die Frau von gestern Nacht
- 1950: Fünf unter Verdacht
- 1950: Drei Mädchen spinnen
- 1950: Pikanterie
- 1951: Königin einer Nacht
- 1951: Stips
- 1951: Drei Kavaliere
- 1952: Oh, du lieber Fridolin
- 1952: Tausend rote Rosen blühn
- 1952: Der eingebildete Kranke
- 1953: Die Mühle im Schwarzwäldertal
- 1953: Knall und Fall als Detektive
- 1953: Frauen, Filme, Fernsehfunk
- 1953: Komm zurück
- 1954: Eight Witnesses
- 1954: Am Anfang war es Sünde
- 1955: Rosenmontag
- 1955: Ich war ein häßliches Mädchen
- 1956: Hilfe – sie liebt mich!
- 1956: Meine Tante – Deine Tante
- 1956: Hurra – die Firma hat ein Kind
- 1957: Vater, unser bestes Stück
- 1959: Mein ganzes Herz ist voll Musik
- 1961: Inspektor Hornleigh greift ein… (Mehrteiler)
- 1962: Das Halstuch (Durbridge-Mehrteiler)
- 1963: Tim Frazer (Durbridge-Mehrteiler)